# Rättsvillfarelse
Rättsvillfarelse, på latin error juris, är ett juridiskt begrepp för det förhållandet då en gärningsman invänder att han trott att handlingen var rättsenlig eller invänder att han inte känt till eller förstått att handlingen var brottslig.
Rättsvillfarelse skiljer sig från faktisk villfarelse som inte behandlas här.
Rättsvillfarelse kan enligt principen om mens rea ibland göra den brottsliga handlingen (actus reus) straffri. Dock tillämpas oftast principen ignorantia juris non excusat, att okunnighet om lagen inte ursäktar en brottslig handling – i annat fall hade många brottslingar hävdat okunnighet, vilket hade varit svårt att motbevisa.

## Historik
I romersk rätt tillämpades regeln Error juris nocet (ungefär 'bristande kunskap om lagen skadar'), vilket tyder på att den misstänkte inte skulle frias från ansvar eller inom avtalsrätten, rättsvillfarelse inte var någon ogiltighetsgrund. 

Denna rättsuppfattning ansågs dock vara för hård mot kvinnor, soldater, minderåriga (under 25 år), nya medborgare samt mot personer bosatta på landet, varför dessa ej omfattades av error juris nocet.
Hur denna regel tillämpades i övrigt och om den tillämpades undantagslöst är oklart.

## Internationell tillämpning
Regeln har senare upptagits i kanonisk rätt och har närmare behandlats av Friedrich Carl von Savigny 
I gammal tysk kriminalrätt (före 1952) beaktade man endast faktiska misstag. 1952 fattade Bundesgerichtshof ett historiskt beslut att beakta invändningen "bristande kunskap om lagen".
I ett rättsfall från Sydafrika som rörde åtal för medhjälp till brott ansågs att den misstänkte måste ha insett att brott skulle begås för att kunna dömas. Dolus eventualis ansågs tillräckligt för att bli dömd.

## Sverige

### Allmänt
Man skiljer i doktrinen på ursäktlig och oursäktlig villfarelse samt mellan väsentlig och oväsentlig villfarelse. Skillnaden är att väsentlig villfarelse får rättsverkan.

### Civilrätt
Huvudregeln enligt förutsättningsläran är att en part själv får bära risken för sina egna villfarelser och förutsättningar.
I vissa fall kan sådan villfarelse medföra ogiltighet. Vid svek blir avtal enligt 30 § avtalslagen ogiltigt. 
Ogiltighet kan också föreligga enligt 33 § avtalslagen om
1. omständighet vid avtalets tillkomst strider mot tro och heder och
2. motparten insett detta det vill säga är i ond tro.[8]

### Straffrätt
Det är varje medborgares ansvar att känna till vilka lagar och förordningar som gäller och den som begår ett brott på grund av  att han inte kände till att gärningen var belagd med straff, ska i regel ändå dömas (latin: Ignorantia juris non excusat). Att undantag förekommer framgår av de två nedersta rättsfallen, där så kallad oegentlig rättsvillfarelse accepterats.

### Exempel på rättsfall
- I mål om ansvar för överträdelse av vissa bestämmelser i förordningen (1976:935) om skyddsområden och kontrollområden, såvitt de avser Blekinge kontrollområde, har villfarelse rörande bestämmelsernas innebörd funnits ej vara i straffrättslig mening ursäktlig.[9] Den tyske medborgare som var sjökapten på ett fartyg som ankrat inom kontrollområdet dömdes därför till 15 dagsböter om 20 kr, det vill säga lägsta tänkbara straff.
- I december 2001 brändes Gävlebocken, en juldekoration på ett torg i Gävle, av en utländsk man. Han greps av polis och förklarade att svenskar han besökt sagt att det var en laglig tradition att bränna bocken. Han dömdes ändå till böter och skadestånd och satt häktad en tid.[10]
- En person som i utlandet köpt ett läkemedel innehållande bromazepam, som är klassat som narkotika, har åtalats för narkotikabrott och försök till varusmuggling varvid han gjort gällande att han inte känt till att läkemedlet innehöll ett narkotikaklassat ämne. På grund av bristande uppsåt har han frikänts från ansvar för brott.[11]
- En person blev åtalad för att han hade försökt att från Sverige exportera 107 kylskåp som innehöll freon. Hovrätten för Västra Sverige frikände den tilltalade eftersom han varit okunnig om en straffbestämmelse i smugglingslagen. Hovrätten åberopade uttryckligen allmänna rättsgrundsatser om så kallad oegentlig rättsvillfarelse som grund för straffrihet.[12]